# بني حسن الأشراف
قرية بني حسن الأشراف هي إحدى القرى التابعة لمركز المنيا بمحافظة المنيا في جمهورية مصر العربية. حسب إحصاءات سنة 2006، بلغ إجمالي السكان في بني حسن الأشراف 4820 نسمة، منهم 2450 رجل و 2370 امرأة.